# Lista di asteroidi (295001-296000)
Di seguito una lista di asteroidi dal numero 295001 al 296000 con data di scoperta e scopritore.

## 295001-295100
| Nome     | Designazione provvisoria | Data di scoperta | Scopritore             |
| -------- | ------------------------ | ---------------- | ---------------------- |
| 295001 - | 2008 EM39                | 4 marzo 2008     | CSS                    |
| 295002 - | 2008 EZ40                | 4 marzo 2008     | CSS                    |
| 295003 - | 2008 EA42                | 4 marzo 2008     | Spacewatch             |
| 295004 - | 2008 EE42                | 4 marzo 2008     | Spacewatch             |
| 295005 - | 2008 ET42                | 4 marzo 2008     | Mt. Lemmon Survey      |
| 295006 - | 2008 EX42                | 4 marzo 2008     | Mt. Lemmon Survey      |
| 295007 - | 2008 EY42                | 4 marzo 2008     | Mt. Lemmon Survey      |
| 295008 - | 2008 EB44                | 5 marzo 2008     | Mt. Lemmon Survey      |
| 295009 - | 2008 EX48                | 6 marzo 2008     | Spacewatch             |
| 295010 - | 2008 EP49                | 6 marzo 2008     | Spacewatch             |
| 295011 - | 2008 EW49                | 6 marzo 2008     | Spacewatch             |
| 295012 - | 2008 EE51                | 6 marzo 2008     | Spacewatch             |
| 295013 - | 2008 EZ51                | 6 marzo 2008     | Mt. Lemmon Survey      |
| 295014 - | 2008 ES52                | 6 marzo 2008     | Spacewatch             |
| 295015 - | 2008 EP54                | 6 marzo 2008     | Spacewatch             |
| 295016 - | 2008 EV54                | 6 marzo 2008     | Spacewatch             |
| 295017 - | 2008 ES57                | 7 marzo 2008     | Mt. Lemmon Survey      |
| 295018 - | 2008 ED58                | 7 marzo 2008     | Mt. Lemmon Survey      |
| 295019 - | 2008 ES59                | 8 marzo 2008     | Spacewatch             |
| 295020 - | 2008 EF60                | 8 marzo 2008     | CSS                    |
| 295021 - | 2008 EH68                | 10 marzo 2008    | Mt. Lemmon Survey      |
| 295022 - | 2008 EG70                | 5 marzo 2008     | Mt. Lemmon Survey      |
| 295023 - | 2008 EC73                | 7 marzo 2008     | Spacewatch             |
| 295024 - | 2008 ET73                | 7 marzo 2008     | Spacewatch             |
| 295025 - | 2008 EH74                | 7 marzo 2008     | Spacewatch             |
| 295026 - | 2008 EA75                | 7 marzo 2008     | Spacewatch             |
| 295027 - | 2008 EV75                | 7 marzo 2008     | Spacewatch             |
| 295028 - | 2008 ED77                | 7 marzo 2008     | Spacewatch             |
| 295029 - | 2008 EE77                | 7 marzo 2008     | Spacewatch             |
| 295030 - | 2008 EB79                | 8 marzo 2008     | Mt. Lemmon Survey      |
| 295031 - | 2008 EC81                | 10 marzo 2008    | Spacewatch             |
| 295032 - | 2008 EL81                | 10 marzo 2008    | CSS                    |
| 295033 - | 2008 EU81                | 2 marzo 2008     | LINEAR                 |
| 295034 - | 2008 EX82                | 8 marzo 2008     | LINEAR                 |
| 295035 - | 2008 EU83                | 12 marzo 2008    | Young, J. W.           |
| 295036 - | 2008 EJ86                | 7 marzo 2008     | Spacewatch             |
| 295037 - | 2008 ER89                | 10 marzo 2008    | LINEAR                 |
| 295038 - | 2008 EC92                | 3 marzo 2008     | CSS                    |
| 295039 - | 2008 EP93                | 1º marzo 2008    | Mt. Lemmon Survey      |
| 295040 - | 2008 EV95                | 6 marzo 2008     | Mt. Lemmon Survey      |
| 295041 - | 2008 ER98                | 3 marzo 2008     | CSS                    |
| 295042 - | 2008 EU98                | 3 marzo 2008     | CSS                    |
| 295043 - | 2008 EW98                | 4 marzo 2008     | CSS                    |
| 295044 - | 2008 EV99                | 6 marzo 2008     | CSS                    |
| 295045 - | 2008 EB100               | 6 marzo 2008     | CSS                    |
| 295046 - | 2008 EZ101               | 5 marzo 2008     | Mt. Lemmon Survey      |
| 295047 - | 2008 EE105               | 6 marzo 2008     | Mt. Lemmon Survey      |
| 295048 - | 2008 EY107               | 7 marzo 2008     | Mt. Lemmon Survey      |
| 295049 - | 2008 EZ107               | 7 marzo 2008     | Mt. Lemmon Survey      |
| 295050 - | 2008 EU109               | 7 marzo 2008     | Mt. Lemmon Survey      |
| 295051 - | 2008 EY110               | 8 marzo 2008     | Spacewatch             |
| 295052 - | 2008 EN112               | 8 marzo 2008     | Spacewatch             |
| 295053 - | 2008 EH114               | 8 marzo 2008     | Spacewatch             |
| 295054 - | 2008 EU114               | 8 marzo 2008     | Spacewatch             |
| 295055 - | 2008 EM115               | 8 marzo 2008     | Spacewatch             |
| 295056 - | 2008 ED116               | 8 marzo 2008     | Mt. Lemmon Survey      |
| 295057 - | 2008 EM116               | 8 marzo 2008     | Spacewatch             |
| 295058 - | 2008 EU116               | 8 marzo 2008     | Spacewatch             |
| 295059 - | 2008 EX117               | 9 marzo 2008     | Mt. Lemmon Survey      |
| 295060 - | 2008 EL118               | 9 marzo 2008     | Spacewatch             |
| 295061 - | 2008 EP119               | 9 marzo 2008     | Spacewatch             |
| 295062 - | 2008 EW119               | 9 marzo 2008     | Spacewatch             |
| 295063 - | 2008 EJ120               | 9 marzo 2008     | Spacewatch             |
| 295064 - | 2008 EP120               | 9 marzo 2008     | Spacewatch             |
| 295065 - | 2008 ET120               | 9 marzo 2008     | Spacewatch             |
| 295066 - | 2008 EH121               | 9 marzo 2008     | Spacewatch             |
| 295067 - | 2008 EY122               | 9 marzo 2008     | Spacewatch             |
| 295068 - | 2008 EH123               | 9 marzo 2008     | Spacewatch             |
| 295069 - | 2008 EE125               | 10 marzo 2008    | CSS                    |
| 295070 - | 2008 EG125               | 10 marzo 2008    | CSS                    |
| 295071 - | 2008 EH126               | 10 marzo 2008    | Spacewatch             |
| 295072 - | 2008 ER126               | 10 marzo 2008    | Mt. Lemmon Survey      |
| 295073 - | 2008 EW127               | 11 marzo 2008    | Spacewatch             |
| 295074 - | 2008 ED130               | 11 marzo 2008    | Spacewatch             |
| 295075 - | 2008 EK130               | 11 marzo 2008    | Spacewatch             |
| 295076 - | 2008 ER131               | 11 marzo 2008    | Spacewatch             |
| 295077 - | 2008 EG133               | 11 marzo 2008    | Mt. Lemmon Survey      |
| 295078 - | 2008 EW133               | 11 marzo 2008    | Mt. Lemmon Survey      |
| 295079 - | 2008 ED135               | 11 marzo 2008    | Spacewatch             |
| 295080 - | 2008 EH135               | 11 marzo 2008    | Spacewatch             |
| 295081 - | 2008 EL135               | 11 marzo 2008    | Spacewatch             |
| 295082 - | 2008 EO136               | 11 marzo 2008    | Spacewatch             |
| 295083 - | 2008 EX136               | 11 marzo 2008    | Spacewatch             |
| 295084 - | 2008 EY139               | 11 marzo 2008    | Spacewatch             |
| 295085 - | 2008 EZ140               | 12 marzo 2008    | Spacewatch             |
| 295086 - | 2008 EF142               | 12 marzo 2008    | Spacewatch             |
| 295087 - | 2008 EF144               | 11 marzo 2008    | Spacewatch             |
| 295088 - | 2008 EO147               | 1º marzo 2008    | Spacewatch             |
| 295089 - | 2008 EB148               | 1º marzo 2008    | Spacewatch             |
| 295090 - | 2008 EK149               | 4 marzo 2008     | Spacewatch             |
| 295091 - | 2008 EA150               | 6 marzo 2008     | Spacewatch             |
| 295092 - | 2008 EG150               | 9 marzo 2008     | Spacewatch             |
| 295093 - | 2008 EN151               | 8 marzo 2008     | Mt. Lemmon Survey      |
| 295094 - | 2008 EU157               | 2 marzo 2008     | Spacewatch             |
| 295095 - | 2008 EN158               | 10 marzo 2008    | Mt. Lemmon Survey      |
| 295096 - | 2008 EP158               | 10 marzo 2008    | Mt. Lemmon Survey      |
| 295097 - | 2008 EY159               | 3 marzo 2008     | PMO NEO Survey Program |
| 295098 - | 2008 EA160               | 10 marzo 2008    | Spacewatch             |
| 295099 - | 2008 EP160               | 1º marzo 2008    | Spacewatch             |
| 295100 - | 2008 EH161               | 8 marzo 2008     | Spacewatch             |

## 295101-295200
| Nome     | Designazione provvisoria | Data di scoperta | Scopritore        |
| -------- | ------------------------ | ---------------- | ----------------- |
| 295101 - | 2008 EL161               | 8 marzo 2008     | Mt. Lemmon Survey |
| 295102 - | 2008 EZ161               | 11 marzo 2008    | Spacewatch        |
| 295103 - | 2008 EL162               | 13 marzo 2008    | Spacewatch        |
| 295104 - | 2008 EM165               | 2 marzo 2008     | Spacewatch        |
| 295105 - | 2008 EU165               | 4 marzo 2008     | CSS               |
| 295106 - | 2008 EV165               | 4 marzo 2008     | CSS               |
| 295107 - | 2008 ES166               | 6 marzo 2008     | Mt. Lemmon Survey |
| 295108 - | 2008 EP167               | 8 marzo 2008     | Mt. Lemmon Survey |
| 295109 - | 2008 FO2                 | 25 marzo 2008    | Spacewatch        |
| 295110 - | 2008 FQ3                 | 25 marzo 2008    | Spacewatch        |
| 295111 - | 2008 FY4                 | 26 marzo 2008    | Mt. Lemmon Survey |
| 295112 - | 2008 FA5                 | 26 marzo 2008    | Mt. Lemmon Survey |
| 295113 - | 2008 FL5                 | 26 marzo 2008    | Dillon, W. G.     |
| 295114 - | 2008 FD6                 | 28 marzo 2008    | Jarnac            |
| 295115 - | 2008 FS7                 | 25 marzo 2008    | Spacewatch        |
| 295116 - | 2008 FR8                 | 26 marzo 2008    | Spacewatch        |
| 295117 - | 2008 FE9                 | 26 marzo 2008    | Spacewatch        |
| 295118 - | 2008 FL11                | 26 marzo 2008    | Mt. Lemmon Survey |
| 295119 - | 2008 FH15                | 26 marzo 2008    | Spacewatch        |
| 295120 - | 2008 FT15                | 26 marzo 2008    | Spacewatch        |
| 295121 - | 2008 FO16                | 27 marzo 2008    | Spacewatch        |
| 295122 - | 2008 FS16                | 27 marzo 2008    | Spacewatch        |
| 295123 - | 2008 FE22                | 27 marzo 2008    | Spacewatch        |
| 295124 - | 2008 FS23                | 27 marzo 2008    | Spacewatch        |
| 295125 - | 2008 FF24                | 27 marzo 2008    | Spacewatch        |
| 295126 - | 2008 FG25                | 27 marzo 2008    | Mt. Lemmon Survey |
| 295127 - | 2008 FT25                | 27 marzo 2008    | Spacewatch        |
| 295128 - | 2008 FU26                | 27 marzo 2008    | Spacewatch        |
| 295129 - | 2008 FK27                | 27 marzo 2008    | Spacewatch        |
| 295130 - | 2008 FF28                | 27 marzo 2008    | LUSS              |
| 295131 - | 2008 FJ28                | 27 marzo 2008    | LUSS              |
| 295132 - | 2008 FO28                | 28 marzo 2008    | Spacewatch        |
| 295133 - | 2008 FL29                | 28 marzo 2008    | Spacewatch        |
| 295134 - | 2008 FW29                | 28 marzo 2008    | Spacewatch        |
| 295135 - | 2008 FN30                | 28 marzo 2008    | Spacewatch        |
| 295136 - | 2008 FV31                | 28 marzo 2008    | Mt. Lemmon Survey |
| 295137 - | 2008 FK32                | 28 marzo 2008    | Mt. Lemmon Survey |
| 295138 - | 2008 FT32                | 28 marzo 2008    | Mt. Lemmon Survey |
| 295139 - | 2008 FO37                | 28 marzo 2008    | Spacewatch        |
| 295140 - | 2008 FT39                | 28 marzo 2008    | Spacewatch        |
| 295141 - | 2008 FX39                | 28 marzo 2008    | Spacewatch        |
| 295142 - | 2008 FE40                | 28 marzo 2008    | Spacewatch        |
| 295143 - | 2008 FP40                | 28 marzo 2008    | Spacewatch        |
| 295144 - | 2008 FD41                | 28 marzo 2008    | Spacewatch        |
| 295145 - | 2008 FM44                | 28 marzo 2008    | Spacewatch        |
| 295146 - | 2008 FG45                | 28 marzo 2008    | Mt. Lemmon Survey |
| 295147 - | 2008 FA49                | 28 marzo 2008    | Mt. Lemmon Survey |
| 295148 - | 2008 FO51                | 28 marzo 2008    | Mt. Lemmon Survey |
| 295149 - | 2008 FY52                | 28 marzo 2008    | Mt. Lemmon Survey |
| 295150 - | 2008 FJ53                | 28 marzo 2008    | Mt. Lemmon Survey |
| 295151 - | 2008 FA54                | 28 marzo 2008    | Mt. Lemmon Survey |
| 295152 - | 2008 FU54                | 28 marzo 2008    | Mt. Lemmon Survey |
| 295153 - | 2008 FX57                | 28 marzo 2008    | Mt. Lemmon Survey |
| 295154 - | 2008 FF59                | 29 marzo 2008    | Mt. Lemmon Survey |
| 295155 - | 2008 FH60                | 29 marzo 2008    | CSS               |
| 295156 - | 2008 FZ61                | 25 marzo 2008    | Spacewatch        |
| 295157 - | 2008 FK62                | 27 marzo 2008    | Spacewatch        |
| 295158 - | 2008 FF63                | 27 marzo 2008    | Spacewatch        |
| 295159 - | 2008 FN63                | 27 marzo 2008    | Spacewatch        |
| 295160 - | 2008 FC65                | 28 marzo 2008    | Spacewatch        |
| 295161 - | 2008 FH65                | 28 marzo 2008    | Spacewatch        |
| 295162 - | 2008 FK65                | 28 marzo 2008    | Spacewatch        |
| 295163 - | 2008 FR65                | 28 marzo 2008    | Mt. Lemmon Survey |
| 295164 - | 2008 FM67                | 28 marzo 2008    | Mt. Lemmon Survey |
| 295165 - | 2008 FP67                | 28 marzo 2008    | Mt. Lemmon Survey |
| 295166 - | 2008 FS67                | 28 marzo 2008    | Mt. Lemmon Survey |
| 295167 - | 2008 FX68                | 28 marzo 2008    | Mt. Lemmon Survey |
| 295168 - | 2008 FG71                | 29 marzo 2008    | CSS               |
| 295169 - | 2008 FR71                | 30 marzo 2008    | Spacewatch        |
| 295170 - | 2008 FO72                | 30 marzo 2008    | Spacewatch        |
| 295171 - | 2008 FQ80                | 27 marzo 2008    | Mt. Lemmon Survey |
| 295172 - | 2008 FW81                | 27 marzo 2008    | Mt. Lemmon Survey |
| 295173 - | 2008 FA83                | 28 marzo 2008    | Spacewatch        |
| 295174 - | 2008 FU83                | 28 marzo 2008    | Spacewatch        |
| 295175 - | 2008 FL86                | 28 marzo 2008    | Mt. Lemmon Survey |
| 295176 - | 2008 FO88                | 28 marzo 2008    | Mt. Lemmon Survey |
| 295177 - | 2008 FE89                | 29 marzo 2008    | Mt. Lemmon Survey |
| 295178 - | 2008 FA90                | 29 marzo 2008    | Mt. Lemmon Survey |
| 295179 - | 2008 FH90                | 29 marzo 2008    | Mt. Lemmon Survey |
| 295180 - | 2008 FL90                | 29 marzo 2008    | Mt. Lemmon Survey |
| 295181 - | 2008 FJ91                | 29 marzo 2008    | CSS               |
| 295182 - | 2008 FO93                | 29 marzo 2008    | Spacewatch        |
| 295183 - | 2008 FK94                | 29 marzo 2008    | Spacewatch        |
| 295184 - | 2008 FD95                | 29 marzo 2008    | Spacewatch        |
| 295185 - | 2008 FR95                | 29 marzo 2008    | Mt. Lemmon Survey |
| 295186 - | 2008 FT96                | 29 marzo 2008    | CSS               |
| 295187 - | 2008 FC98                | 30 marzo 2008    | Spacewatch        |
| 295188 - | 2008 FE98                | 30 marzo 2008    | Spacewatch        |
| 295189 - | 2008 FG100               | 30 marzo 2008    | Spacewatch        |
| 295190 - | 2008 FR100               | 30 marzo 2008    | Spacewatch        |
| 295191 - | 2008 FQ101               | 30 marzo 2008    | Spacewatch        |
| 295192 - | 2008 FX101               | 30 marzo 2008    | Spacewatch        |
| 295193 - | 2008 FE102               | 30 marzo 2008    | Spacewatch        |
| 295194 - | 2008 FO102               | 30 marzo 2008    | Spacewatch        |
| 295195 - | 2008 FN107               | 31 marzo 2008    | Spacewatch        |
| 295196 - | 2008 FQ107               | 31 marzo 2008    | Spacewatch        |
| 295197 - | 2008 FF109               | 31 marzo 2008    | Mt. Lemmon Survey |
| 295198 - | 2008 FZ110               | 31 marzo 2008    | Spacewatch        |
| 295199 - | 2008 FG111               | 31 marzo 2008    | Spacewatch        |
| 295200 - | 2008 FD114               | 31 marzo 2008    | Spacewatch        |

## 295201-295300
| Nome              | Designazione provvisoria | Data di scoperta | Scopritore        |
| ----------------- | ------------------------ | ---------------- | ----------------- |
| 295201 -          | 2008 FY114               | 31 marzo 2008    | Mt. Lemmon Survey |
| 295202 -          | 2008 FR116               | 31 marzo 2008    | Spacewatch        |
| 295203 -          | 2008 FB117               | 31 marzo 2008    | Spacewatch        |
| 295204 -          | 2008 FV117               | 31 marzo 2008    | Spacewatch        |
| 295205 -          | 2008 FW122               | 28 marzo 2008    | Spacewatch        |
| 295206 -          | 2008 FH123               | 28 marzo 2008    | Spacewatch        |
| 295207 -          | 2008 FV123               | 29 marzo 2008    | Spacewatch        |
| 295208 -          | 2008 FD124               | 29 marzo 2008    | Spacewatch        |
| 295209 -          | 2008 FE124               | 29 marzo 2008    | Spacewatch        |
| 295210 -          | 2008 FJ124               | 29 marzo 2008    | Mt. Lemmon Survey |
| 295211 -          | 2008 FT124               | 30 marzo 2008    | Spacewatch        |
| 295212 -          | 2008 FH128               | 28 marzo 2008    | Mt. Lemmon Survey |
| 295213 -          | 2008 FF129               | 29 marzo 2008    | Spacewatch        |
| 295214 -          | 2008 FY130               | 27 marzo 2008    | Spacewatch        |
| 295215 -          | 2008 FJ132               | 27 marzo 2008    | Mt. Lemmon Survey |
| 295216 -          | 2008 FO132               | 28 marzo 2008    | Spacewatch        |
| 295217 -          | 2008 FZ132               | 30 marzo 2008    | Spacewatch        |
| 295218 -          | 2008 FH133               | 31 marzo 2008    | Mt. Lemmon Survey |
| 295219 -          | 2008 FD136               | 26 marzo 2008    | Mt. Lemmon Survey |
| 295220 -          | 2008 FD137               | 30 marzo 2008    | Spacewatch        |
| 295221 -          | 2008 GM                  | 2 aprile 2008    | OAM               |
| 295222 -          | 2008 GH1                 | 2 aprile 2008    | OAM               |
| 295223 -          | 2008 GM4                 | 1º aprile 2008   | Spacewatch        |
| 295224 -          | 2008 GL6                 | 1º aprile 2008   | Spacewatch        |
| 295225 -          | 2008 GN6                 | 1º aprile 2008   | Spacewatch        |
| 295226 -          | 2008 GC7                 | 1º aprile 2008   | Spacewatch        |
| 295227 -          | 2008 GG7                 | 1º aprile 2008   | Spacewatch        |
| 295228 -          | 2008 GP7                 | 1º aprile 2008   | Spacewatch        |
| 295229 -          | 2008 GW9                 | 1º aprile 2008   | Spacewatch        |
| 295230 -          | 2008 GJ11                | 1º aprile 2008   | Spacewatch        |
| 295231 -          | 2008 GY12                | 3 aprile 2008    | Spacewatch        |
| 295232 -          | 2008 GF13                | 3 aprile 2008    | Spacewatch        |
| 295233 -          | 2008 GW13                | 3 aprile 2008    | Mt. Lemmon Survey |
| 295234 -          | 2008 GW18                | 4 aprile 2008    | Mt. Lemmon Survey |
| 295235 -          | 2008 GC19                | 4 aprile 2008    | Mt. Lemmon Survey |
| 295236 -          | 2008 GK19                | 4 aprile 2008    | Mt. Lemmon Survey |
| 295237 -          | 2008 GY19                | 4 aprile 2008    | Spacewatch        |
| 295238 -          | 2008 GR20                | 3 aprile 2008    | LINEAR            |
| 295239 -          | 2008 GJ21                | 11 aprile 2008   | Yeung, W. K. Y.   |
| 295240 -          | 2008 GO24                | 1º aprile 2008   | Mt. Lemmon Survey |
| 295241 -          | 2008 GY24                | 1º aprile 2008   | Mt. Lemmon Survey |
| 295242 -          | 2008 GL25                | 1º aprile 2008   | Mt. Lemmon Survey |
| 295243 -          | 2008 GS26                | 1º aprile 2008   | CSS               |
| 295244 -          | 2008 GN27                | 3 aprile 2008    | Spacewatch        |
| 295245 -          | 2008 GF28                | 3 aprile 2008    | Spacewatch        |
| 295246 -          | 2008 GX33                | 3 aprile 2008    | Mt. Lemmon Survey |
| 295247 -          | 2008 GX36                | 3 aprile 2008    | Spacewatch        |
| 295248 -          | 2008 GP38                | 3 aprile 2008    | Mt. Lemmon Survey |
| 295249 -          | 2008 GY38                | 3 aprile 2008    | Mt. Lemmon Survey |
| 295250 -          | 2008 GZ38                | 3 aprile 2008    | Mt. Lemmon Survey |
| 295251 -          | 2008 GQ40                | 4 aprile 2008    | Spacewatch        |
| 295252 -          | 2008 GH41                | 4 aprile 2008    | Spacewatch        |
| 295253 -          | 2008 GR43                | 4 aprile 2008    | Mt. Lemmon Survey |
| 295254 -          | 2008 GV45                | 4 aprile 2008    | Spacewatch        |
| 295255 -          | 2008 GB47                | 4 aprile 2008    | Spacewatch        |
| 295256 -          | 2008 GW49                | 5 aprile 2008    | Spacewatch        |
| 295257 -          | 2008 GK50                | 5 aprile 2008    | Mt. Lemmon Survey |
| 295258 -          | 2008 GM50                | 5 aprile 2008    | Mt. Lemmon Survey |
| 295259 -          | 2008 GQ51                | 5 aprile 2008    | Mt. Lemmon Survey |
| 295260 -          | 2008 GS56                | 5 aprile 2008    | Mt. Lemmon Survey |
| 295261 -          | 2008 GT58                | 5 aprile 2008    | Mt. Lemmon Survey |
| 295262 -          | 2008 GT59                | 5 aprile 2008    | Spacewatch        |
| 295263 -          | 2008 GB60                | 5 aprile 2008    | Spacewatch        |
| 295264 -          | 2008 GG65                | 6 aprile 2008    | Spacewatch        |
| 295265 -          | 2008 GD66                | 6 aprile 2008    | Mt. Lemmon Survey |
| 295266 -          | 2008 GB68                | 6 aprile 2008    | Spacewatch        |
| 295267 -          | 2008 GL68                | 6 aprile 2008    | Spacewatch        |
| 295268 -          | 2008 GX68                | 6 aprile 2008    | Spacewatch        |
| 295269 -          | 2008 GF69                | 6 aprile 2008    | Spacewatch        |
| 295270 -          | 2008 GQ72                | 7 aprile 2008    | Mt. Lemmon Survey |
| 295271 -          | 2008 GK73                | 7 aprile 2008    | Mt. Lemmon Survey |
| 295272 -          | 2008 GZ73                | 7 aprile 2008    | Spacewatch        |
| 295273 -          | 2008 GW76                | 7 aprile 2008    | Spacewatch        |
| 295274 -          | 2008 GP79                | 7 aprile 2008    | Spacewatch        |
| 295275 -          | 2008 GC81                | 7 aprile 2008    | Spacewatch        |
| 295276 -          | 2008 GW81                | 8 aprile 2008    | Spacewatch        |
| 295277 -          | 2008 GF84                | 8 aprile 2008    | Spacewatch        |
| 295278 -          | 2008 GS87                | 5 aprile 2008    | Mt. Lemmon Survey |
| 295279 -          | 2008 GV90                | 6 aprile 2008    | Mt. Lemmon Survey |
| 295280 -          | 2008 GG93                | 6 aprile 2008    | CSS               |
| 295281 -          | 2008 GL93                | 6 aprile 2008    | CSS               |
| 295282 -          | 2008 GN93                | 6 aprile 2008    | CSS               |
| 295283 -          | 2008 GP93                | 7 aprile 2008    | Spacewatch        |
| 295284 -          | 2008 GY94                | 7 aprile 2008    | Mt. Lemmon Survey |
| 295285 -          | 2008 GD95                | 7 aprile 2008    | CSS               |
| 295286 -          | 2008 GG97                | 8 aprile 2008    | Spacewatch        |
| 295287 -          | 2008 GC100               | 9 aprile 2008    | Spacewatch        |
| 295288 -          | 2008 GU101               | 10 aprile 2008   | Spacewatch        |
| 295289 -          | 2008 GZ101               | 10 aprile 2008   | Spacewatch        |
| 295290 -          | 2008 GP102               | 10 aprile 2008   | Spacewatch        |
| 295291 -          | 2008 GY103               | 11 aprile 2008   | Spacewatch        |
| 295292 -          | 2008 GB105               | 11 aprile 2008   | Spacewatch        |
| 295293 -          | 2008 GL105               | 11 aprile 2008   | CSS               |
| 295294 -          | 2008 GE106               | 11 aprile 2008   | Mt. Lemmon Survey |
| 295295 -          | 2008 GJ106               | 11 aprile 2008   | Mt. Lemmon Survey |
| 295296 -          | 2008 GE108               | 13 aprile 2008   | Mt. Lemmon Survey |
| 295297 -          | 2008 GL108               | 13 aprile 2008   | Spacewatch        |
| 295298 -          | 2008 GP111               | 8 aprile 2008    | LINEAR            |
| 295299 Nannidiana | 2008 GZ111               | 15 aprile 2008   | Holmes, R.        |
| 295300 -          | 2008 GR112               | 10 aprile 2008   | CSS               |

## 295301-295400
| Nome     | Designazione provvisoria | Data di scoperta | Scopritore        |
| -------- | ------------------------ | ---------------- | ----------------- |
| 295301 - | 2008 GX112               | 13 aprile 2008   | CSS               |
| 295302 - | 2008 GF113               | 14 aprile 2008   | CSS               |
| 295303 - | 2008 GB115               | 11 aprile 2008   | Spacewatch        |
| 295304 - | 2008 GA117               | 11 aprile 2008   | Spacewatch        |
| 295305 - | 2008 GU117               | 11 aprile 2008   | CSS               |
| 295306 - | 2008 GL119               | 11 aprile 2008   | Spacewatch        |
| 295307 - | 2008 GR120               | 12 aprile 2008   | CSS               |
| 295308 - | 2008 GU122               | 13 aprile 2008   | Spacewatch        |
| 295309 - | 2008 GJ123               | 13 aprile 2008   | Mt. Lemmon Survey |
| 295310 - | 2008 GY124               | 14 aprile 2008   | Mt. Lemmon Survey |
| 295311 - | 2008 GJ127               | 14 aprile 2008   | Mt. Lemmon Survey |
| 295312 - | 2008 GC129               | 1º aprile 2008   | Spacewatch        |
| 295313 - | 2008 GE130               | 5 aprile 2008    | CSS               |
| 295314 - | 2008 GM130               | 5 aprile 2008    | Spacewatch        |
| 295315 - | 2008 GR131               | 4 aprile 2008    | Spacewatch        |
| 295316 - | 2008 GZ132               | 15 aprile 2008   | Spacewatch        |
| 295317 - | 2008 GK133               | 3 aprile 2008    | Spacewatch        |
| 295318 - | 2008 GS133               | 5 aprile 2008    | Spacewatch        |
| 295319 - | 2008 GP134               | 3 aprile 2008    | Spacewatch        |
| 295320 - | 2008 GJ135               | 3 aprile 2008    | Mt. Lemmon Survey |
| 295321 - | 2008 GT138               | 7 aprile 2008    | Spacewatch        |
| 295322 - | 2008 GM139               | 4 aprile 2008    | Spacewatch        |
| 295323 - | 2008 GV140               | 11 aprile 2008   | Mt. Lemmon Survey |
| 295324 - | 2008 GD141               | 14 aprile 2008   | Mt. Lemmon Survey |
| 295325 - | 2008 GH143               | 6 aprile 2008    | CSS               |
| 295326 - | 2008 GQ143               | 1º aprile 2008   | Mt. Lemmon Survey |
| 295327 - | 2008 GZ144               | 5 aprile 2008    | LINEAR            |
| 295328 - | 2008 HO                  | 24 aprile 2008   | Mt. Lemmon Survey |
| 295329 - | 2008 HG2                 | 24 aprile 2008   | Andrushivka       |
| 295330 - | 2008 HM2                 | 25 aprile 2008   | OAM               |
| 295331 - | 2008 HL3                 | 28 aprile 2008   | OAM               |
| 295332 - | 2008 HL4                 | 29 aprile 2008   | OAM               |
| 295333 - | 2008 HN6                 | 24 aprile 2008   | Spacewatch        |
| 295334 - | 2008 HR6                 | 24 aprile 2008   | Spacewatch        |
| 295335 - | 2008 HE7                 | 24 aprile 2008   | Mt. Lemmon Survey |
| 295336 - | 2008 HY8                 | 24 aprile 2008   | Spacewatch        |
| 295337 - | 2008 HB9                 | 24 aprile 2008   | Spacewatch        |
| 295338 - | 2008 HY10                | 24 aprile 2008   | Spacewatch        |
| 295339 - | 2008 HJ12                | 24 aprile 2008   | Spacewatch        |
| 295340 - | 2008 HL12                | 24 aprile 2008   | Spacewatch        |
| 295341 - | 2008 HK13                | 25 aprile 2008   | Spacewatch        |
| 295342 - | 2008 HU15                | 25 aprile 2008   | Spacewatch        |
| 295343 - | 2008 HS16                | 25 aprile 2008   | Mt. Lemmon Survey |
| 295344 - | 2008 HK17                | 26 aprile 2008   | Spacewatch        |
| 295345 - | 2008 HU17                | 26 aprile 2008   | Spacewatch        |
| 295346 - | 2008 HX21                | 26 aprile 2008   | Mt. Lemmon Survey |
| 295347 - | 2008 HS24                | 27 aprile 2008   | Spacewatch        |
| 295348 - | 2008 HY24                | 27 aprile 2008   | Spacewatch        |
| 295349 - | 2008 HV27                | 28 aprile 2008   | Spacewatch        |
| 295350 - | 2008 HY27                | 28 aprile 2008   | Spacewatch        |
| 295351 - | 2008 HY30                | 6 dicembre 2005  | Mt. Lemmon Survey |
| 295352 - | 2008 HH31                | 29 aprile 2008   | Mt. Lemmon Survey |
| 295353 - | 2008 HN33                | 25 aprile 2008   | Spacewatch        |
| 295354 - | 2008 HO33                | 26 aprile 2008   | Spacewatch        |
| 295355 - | 2008 HR33                | 26 aprile 2008   | Spacewatch        |
| 295356 - | 2008 HP35                | 29 aprile 2008   | Spacewatch        |
| 295357 - | 2008 HB36                | 29 aprile 2008   | Mt. Lemmon Survey |
| 295358 - | 2008 HD36                | 29 aprile 2008   | Mt. Lemmon Survey |
| 295359 - | 2008 HL36                | 30 aprile 2008   | Spacewatch        |
| 295360 - | 2008 HF39                | 26 aprile 2008   | Mt. Lemmon Survey |
| 295361 - | 2008 HM46                | 28 aprile 2008   | Spacewatch        |
| 295362 - | 2008 HO48                | 29 aprile 2008   | Spacewatch        |
| 295363 - | 2008 HX49                | 29 aprile 2008   | Spacewatch        |
| 295364 - | 2008 HA51                | 29 aprile 2008   | Spacewatch        |
| 295365 - | 2008 HM51                | 29 aprile 2008   | Spacewatch        |
| 295366 - | 2008 HO51                | 29 aprile 2008   | Spacewatch        |
| 295367 - | 2008 HV51                | 29 aprile 2008   | Spacewatch        |
| 295368 - | 2008 HW51                | 29 aprile 2008   | Spacewatch        |
| 295369 - | 2008 HY52                | 29 aprile 2008   | Mt. Lemmon Survey |
| 295370 - | 2008 HK54                | 29 aprile 2008   | Spacewatch        |
| 295371 - | 2008 HR54                | 29 aprile 2008   | Spacewatch        |
| 295372 - | 2008 HR56                | 30 aprile 2008   | Spacewatch        |
| 295373 - | 2008 HG60                | 28 aprile 2008   | Mt. Lemmon Survey |
| 295374 - | 2008 HU60                | 29 aprile 2008   | Mt. Lemmon Survey |
| 295375 - | 2008 HZ61                | 30 aprile 2008   | Spacewatch        |
| 295376 - | 2008 HZ63                | 29 aprile 2008   | Mt. Lemmon Survey |
| 295377 - | 2008 HM64                | 29 aprile 2008   | CSS               |
| 295378 - | 2008 HQ65                | 29 aprile 2008   | LINEAR            |
| 295379 - | 2008 HS65                | 29 aprile 2008   | LINEAR            |
| 295380 - | 2008 HT65                | 29 aprile 2008   | LINEAR            |
| 295381 - | 2008 HR68                | 24 aprile 2008   | Spacewatch        |
| 295382 - | 2008 HU69                | 29 aprile 2008   | Mt. Lemmon Survey |
| 295383 - | 2008 HX69                | 30 aprile 2008   | Mt. Lemmon Survey |
| 295384 - | 2008 JL2                 | 2 maggio 2008    | CSS               |
| 295385 - | 2008 JB3                 | 2 maggio 2008    | Bickel, W.        |
| 295386 - | 2008 JE4                 | 1º maggio 2008   | Spacewatch        |
| 295387 - | 2008 JZ4                 | 2 maggio 2008    | CSS               |
| 295388 - | 2008 JD5                 | 3 maggio 2008    | Spacewatch        |
| 295389 - | 2008 JK5                 | 3 maggio 2008    | Mt. Lemmon Survey |
| 295390 - | 2008 JG6                 | 2 maggio 2008    | Spacewatch        |
| 295391 - | 2008 JP6                 | 2 maggio 2008    | Spacewatch        |
| 295392 - | 2008 JT6                 | 2 maggio 2008    | Spacewatch        |
| 295393 - | 2008 JF7                 | 2 maggio 2008    | Spacewatch        |
| 295394 - | 2008 JJ7                 | 2 maggio 2008    | Spacewatch        |
| 295395 - | 2008 JO7                 | 3 maggio 2008    | Mt. Lemmon Survey |
| 295396 - | 2008 JW7                 | 5 maggio 2008    | Mt. Lemmon Survey |
| 295397 - | 2008 JT8                 | 1º maggio 2008   | CSS               |
| 295398 - | 2008 JX8                 | 1º maggio 2008   | CSS               |
| 295399 - | 2008 JZ8                 | 1º maggio 2008   | CSS               |
| 295400 - | 2008 JU9                 | 3 maggio 2008    | Spacewatch        |

## 295401-295500
| Nome                 | Designazione provvisoria | Data di scoperta | Scopritore               |
| -------------------- | ------------------------ | ---------------- | ------------------------ |
| 295401 -             | 2008 JC10                | 3 maggio 2008    | Spacewatch               |
| 295402 -             | 2008 JW11                | 3 maggio 2008    | Spacewatch               |
| 295403 -             | 2008 JW13                | 6 maggio 2008    | Mt. Lemmon Survey        |
| 295404 -             | 2008 JM15                | 2 maggio 2008    | Spacewatch               |
| 295405 -             | 2008 JU15                | 3 maggio 2008    | Spacewatch               |
| 295406 -             | 2008 JL20                | 9 maggio 2008    | Siding Spring Survey     |
| 295407 -             | 2008 JT20                | 9 maggio 2008    | Tozzi, F.                |
| 295408 -             | 2008 JF21                | 10 maggio 2008   | Bickel, W.               |
| 295409 -             | 2008 JF22                | 6 maggio 2008    | Siding Spring Survey     |
| 295410 -             | 2008 JE26                | 11 maggio 2008   | CSS                      |
| 295411 -             | 2008 JH28                | 8 maggio 2008    | Spacewatch               |
| 295412 -             | 2008 JR28                | 8 maggio 2008    | Spacewatch               |
| 295413 -             | 2008 JH30                | 11 maggio 2008   | Spacewatch               |
| 295414 -             | 2008 JU31                | 5 maggio 2008    | CSS                      |
| 295415 -             | 2008 JV35                | 2 maggio 2008    | Spacewatch               |
| 295416 -             | 2008 JF36                | 3 maggio 2008    | Mt. Lemmon Survey        |
| 295417 -             | 2008 JS37                | 6 maggio 2008    | Siding Spring Survey     |
| 295418 -             | 2008 JU40                | 5 maggio 2008    | Mt. Lemmon Survey        |
| 295419 -             | 2008 KX4                 | 27 maggio 2008   | Spacewatch               |
| 295420 -             | 2008 KZ4                 | 27 maggio 2008   | Spacewatch               |
| 295421 -             | 2008 KX5                 | 28 maggio 2008   | Spacewatch               |
| 295422 -             | 2008 KS7                 | 27 maggio 2008   | Spacewatch               |
| 295423 -             | 2008 KB13                | 27 maggio 2008   | Spacewatch               |
| 295424 -             | 2008 KM25                | 29 maggio 2008   | Mt. Lemmon Survey        |
| 295425 -             | 2008 KP26                | 29 maggio 2008   | Spacewatch               |
| 295426 -             | 2008 KT26                | 29 maggio 2008   | Spacewatch               |
| 295427 -             | 2008 KU29                | 29 maggio 2008   | Spacewatch               |
| 295428 -             | 2008 KW31                | 29 maggio 2008   | Spacewatch               |
| 295429 -             | 2008 KY31                | 29 maggio 2008   | Spacewatch               |
| 295430 -             | 2008 KU33                | 29 maggio 2008   | Mt. Lemmon Survey        |
| 295431 -             | 2008 KG36                | 29 maggio 2008   | Spacewatch               |
| 295432 -             | 2008 KT37                | 30 maggio 2008   | Spacewatch               |
| 295433 -             | 2008 KW38                | 30 maggio 2008   | Spacewatch               |
| 295434 -             | 2008 KS40                | 29 maggio 2008   | Mt. Lemmon Survey        |
| 295435 -             | 2008 KL41                | 30 maggio 2008   | Spacewatch               |
| 295436 -             | 2008 LS4                 | 3 giugno 2008    | Mt. Lemmon Survey        |
| 295437 -             | 2008 LF6                 | 3 giugno 2008    | Spacewatch               |
| 295438 -             | 2008 LK10                | 6 giugno 2008    | Spacewatch               |
| 295439 -             | 2008 LQ10                | 6 giugno 2008    | Spacewatch               |
| 295440 -             | 2008 LF12                | 7 giugno 2008    | Spacewatch               |
| 295441 -             | 2008 LU15                | 10 giugno 2008   | Spacewatch               |
| 295442 -             | 2008 LU16                | 15 giugno 2008   | Young, J. W.             |
| 295443 -             | 2008 ML                  | 24 giugno 2008   | Siding Spring Survey     |
| 295444 -             | 2008 MN                  | 24 giugno 2008   | Tozzi, F.                |
| 295445 -             | 2008 ND                  | 1º luglio 2008   | Spacewatch               |
| 295446 -             | 2008 OB3                 | 28 luglio 2008   | OAM                      |
| 295447 -             | 2008 OW20                | 29 luglio 2008   | Spacewatch               |
| 295448 -             | 2008 OO21                | 30 luglio 2008   | Spacewatch               |
| 295449 -             | 2008 OX22                | 29 luglio 2008   | Spacewatch               |
| 295450 -             | 2008 OR23                | 30 luglio 2008   | Spacewatch               |
| 295451 -             | 2008 OW23                | 30 luglio 2008   | Spacewatch               |
| 295452 -             | 2008 OF24                | 30 luglio 2008   | Spacewatch               |
| 295453 -             | 2008 OJ24                | 30 luglio 2008   | Mt. Lemmon Survey        |
| 295454 -             | 2008 PW1                 | 2 agosto 2008    | OAM                      |
| 295455 -             | 2008 PT2                 | 3 agosto 2008    | LINEAR                   |
| 295456 -             | 2008 PB4                 | 5 agosto 2008    | OAM                      |
| 295457 -             | 2008 PC4                 | 5 agosto 2008    | OAM                      |
| 295458 -             | 2008 PA5                 | 4 agosto 2008    | OAM                      |
| 295459 -             | 2008 PD10                | 5 agosto 2008    | OAM                      |
| 295460 -             | 2008 PO11                | 9 agosto 2008    | OAM                      |
| 295461 -             | 2008 PU12                | 9 agosto 2008    | OAM                      |
| 295462 -             | 2008 PS14                | 10 agosto 2008   | Kugel, F.                |
| 295463 -             | 2008 PZ18                | 7 agosto 2008    | Spacewatch               |
| 295464 -             | 2008 QN1                 | 23 agosto 2008   | OAM                      |
| 295465 -             | 2008 QQ1                 | 23 agosto 2008   | OAM                      |
| 295466 -             | 2008 QE2                 | 24 agosto 2008   | OAM                      |
| 295467 -             | 2008 QH3                 | 25 agosto 2008   | Hug, G.                  |
| 295468 -             | 2008 QZ4                 | 22 agosto 2008   | Spacewatch               |
| 295469 -             | 2008 QU7                 | 26 agosto 2008   | Hoenig, S. F., Teamo, N. |
| 295470 -             | 2008 QG11                | 26 agosto 2008   | OAM                      |
| 295471 Herbertnitsch | 2008 QM11                | 27 agosto 2008   | Casulli, V. S.           |
| 295472 Puy           | 2008 QJ14                | 26 agosto 2008   | Pises                    |
| 295473 Cochard       | 2008 QD16                | 27 agosto 2008   | Pises                    |
| 295474 -             | 2008 QB18                | 28 agosto 2008   | Ory, M.                  |
| 295475 -             | 2008 QM18                | 28 agosto 2008   | Ferrando, R.             |
| 295476 -             | 2008 QN23                | 29 agosto 2008   | Schwab, E., Kling, R.    |
| 295477 -             | 2008 QE26                | 29 agosto 2008   | OAM                      |
| 295478 -             | 2008 QC27                | 30 agosto 2008   | OAM                      |
| 295479 -             | 2008 QP30                | 30 agosto 2008   | LINEAR                   |
| 295480 -             | 2008 QC37                | 21 agosto 2008   | Spacewatch               |
| 295481 -             | 2008 QH37                | 21 agosto 2008   | Spacewatch               |
| 295482 -             | 2008 QX37                | 22 agosto 2008   | Spacewatch               |
| 295483 -             | 2008 QG39                | 24 agosto 2008   | Spacewatch               |
| 295484 -             | 2008 QX47                | 23 agosto 2008   | LINEAR                   |
| 295485 -             | 2008 QB48                | 26 agosto 2008   | LINEAR                   |
| 295486 -             | 2008 RP2                 | 2 settembre 2008 | Spacewatch               |
| 295487 -             | 2008 RO3                 | 2 settembre 2008 | Spacewatch               |
| 295488 -             | 2008 RF14                | 4 settembre 2008 | Spacewatch               |
| 295489 -             | 2008 RO17                | 4 settembre 2008 | Spacewatch               |
| 295490 -             | 2008 RD18                | 4 settembre 2008 | Spacewatch               |
| 295491 -             | 2008 RO20                | 4 settembre 2008 | Spacewatch               |
| 295492 Adrianprakhov | 2008 RT22                | 5 settembre 2008 | Andrushivka              |
| 295493 -             | 2008 RL23                | 4 settembre 2008 | LINEAR                   |
| 295494 -             | 2008 RQ32                | 2 settembre 2008 | Spacewatch               |
| 295495 -             | 2008 RU32                | 2 settembre 2008 | Spacewatch               |
| 295496 -             | 2008 RV35                | 2 settembre 2008 | Spacewatch               |
| 295497 -             | 2008 RE37                | 2 settembre 2008 | Spacewatch               |
| 295498 -             | 2008 RN41                | 2 settembre 2008 | Spacewatch               |
| 295499 -             | 2008 RW44                | 2 settembre 2008 | Spacewatch               |
| 295500 -             | 2008 RQ45                | 2 settembre 2008 | Spacewatch               |

## 295501-295600
| Nome            | Designazione provvisoria | Data di scoperta  | Scopritore            |
| --------------- | ------------------------ | ----------------- | --------------------- |
| 295501 -        | 2008 RG51                | 3 settembre 2008  | Spacewatch            |
| 295502 -        | 2008 RM51                | 3 settembre 2008  | Spacewatch            |
| 295503 -        | 2008 RE55                | 3 settembre 2008  | Spacewatch            |
| 295504 -        | 2008 RF57                | 3 settembre 2008  | Spacewatch            |
| 295505 -        | 2008 RD60                | 4 settembre 2008  | Spacewatch            |
| 295506 -        | 2008 RR62                | 4 settembre 2008  | Spacewatch            |
| 295507 -        | 2008 RO64                | 4 settembre 2008  | Spacewatch            |
| 295508 -        | 2008 RX66                | 4 settembre 2008  | Spacewatch            |
| 295509 -        | 2008 RQ73                | 6 settembre 2008  | CSS                   |
| 295510 -        | 2008 RE74                | 6 settembre 2008  | CSS                   |
| 295511 -        | 2008 RH75                | 6 settembre 2008  | CSS                   |
| 295512 -        | 2008 RR75                | 6 settembre 2008  | Mt. Lemmon Survey     |
| 295513 -        | 2008 RR82                | 4 settembre 2008  | Spacewatch            |
| 295514 -        | 2008 RW86                | 5 settembre 2008  | Spacewatch            |
| 295515 -        | 2008 RP88                | 5 settembre 2008  | Spacewatch            |
| 295516 -        | 2008 RN92                | 6 settembre 2008  | Spacewatch            |
| 295517 -        | 2008 RP102               | 4 settembre 2008  | Spacewatch            |
| 295518 -        | 2008 RF103               | 5 settembre 2008  | Spacewatch            |
| 295519 -        | 2008 RK109               | 2 settembre 2008  | Spacewatch            |
| 295520 -        | 2008 RP112               | 5 settembre 2008  | Spacewatch            |
| 295521 -        | 2008 RA114               | 6 settembre 2008  | Spacewatch            |
| 295522 -        | 2008 RV115               | 7 settembre 2008  | Mt. Lemmon Survey     |
| 295523 -        | 2008 RA116               | 7 settembre 2008  | Mt. Lemmon Survey     |
| 295524 -        | 2008 RY116               | 7 settembre 2008  | Mt. Lemmon Survey     |
| 295525 -        | 2008 RK117               | 9 settembre 2008  | Mt. Lemmon Survey     |
| 295526 -        | 2008 RC118               | 9 settembre 2008  | Mt. Lemmon Survey     |
| 295527 -        | 2008 RV119               | 4 settembre 2008  | Spacewatch            |
| 295528 -        | 2008 RZ119               | 6 settembre 2008  | Spacewatch            |
| 295529 -        | 2008 RK121               | 2 settembre 2008  | Spacewatch            |
| 295530 -        | 2008 RC124               | 6 settembre 2008  | Mt. Lemmon Survey     |
| 295531 -        | 2008 RK125               | 7 settembre 2008  | Mt. Lemmon Survey     |
| 295532 -        | 2008 RV127               | 6 settembre 2008  | Mt. Lemmon Survey     |
| 295533 -        | 2008 RV131               | 7 settembre 2008  | CSS                   |
| 295534 -        | 2008 RH133               | 6 settembre 2008  | CSS                   |
| 295535 -        | 2008 RH134               | 6 settembre 2008  | CSS                   |
| 295536 -        | 2008 RD138               | 6 settembre 2008  | Mt. Lemmon Survey     |
| 295537 -        | 2008 RF138               | 6 settembre 2008  | CSS                   |
| 295538 -        | 2008 RO141               | 6 settembre 2008  | Mt. Lemmon Survey     |
| 295539 -        | 2008 RL142               | 7 settembre 2008  | LINEAR                |
| 295540 -        | 2008 RR142               | 7 settembre 2008  | LINEAR                |
| 295541 -        | 2008 SK1                 | 22 settembre 2008 | Tozzi, F.             |
| 295542 -        | 2008 SC2                 | 22 settembre 2008 | Teamo, N.             |
| 295543 -        | 2008 SK3                 | 22 settembre 2008 | LINEAR                |
| 295544 -        | 2008 SK7                 | 22 settembre 2008 | Tucker, R. A.         |
| 295545 -        | 2008 SF9                 | 22 settembre 2008 | LINEAR                |
| 295546 -        | 2008 SB11                | 23 settembre 2008 | LINEAR                |
| 295547 -        | 2008 SU13                | 19 settembre 2008 | Spacewatch            |
| 295548 -        | 2008 SR14                | 19 settembre 2008 | Spacewatch            |
| 295549 -        | 2008 SL20                | 19 settembre 2008 | Spacewatch            |
| 295550 -        | 2008 SC21                | 19 settembre 2008 | Spacewatch            |
| 295551 -        | 2008 SH26                | 19 settembre 2008 | Spacewatch            |
| 295552 -        | 2008 SU41                | 20 settembre 2008 | Mt. Lemmon Survey     |
| 295553 -        | 2008 SO42                | 20 settembre 2008 | Spacewatch            |
| 295554 -        | 2008 SS42                | 20 settembre 2008 | Spacewatch            |
| 295555 -        | 2008 SX52                | 20 settembre 2008 | Mt. Lemmon Survey     |
| 295556 -        | 2008 SJ54                | 20 settembre 2008 | Mt. Lemmon Survey     |
| 295557 -        | 2008 SQ54                | 20 settembre 2008 | Mt. Lemmon Survey     |
| 295558 -        | 2008 SM55                | 20 settembre 2008 | Mt. Lemmon Survey     |
| 295559 -        | 2008 SC56                | 20 settembre 2008 | Spacewatch            |
| 295560 -        | 2008 SV62                | 21 settembre 2008 | Spacewatch            |
| 295561 -        | 2008 SX65                | 21 settembre 2008 | Mt. Lemmon Survey     |
| 295562 -        | 2008 SO66                | 21 settembre 2008 | CSS                   |
| 295563 -        | 2008 SJ68                | 21 settembre 2008 | Mt. Lemmon Survey     |
| 295564 -        | 2008 ST72                | 22 settembre 2008 | Mt. Lemmon Survey     |
| 295565 Hannover | 2008 SL83                | 27 settembre 2008 | Karge, S., Schwab, E. |
| 295566 -        | 2008 ST83                | 28 settembre 2008 | Ries, W.              |
| 295567 -        | 2008 SF86                | 20 settembre 2008 | Spacewatch            |
| 295568 -        | 2008 SJ91                | 21 settembre 2008 | Spacewatch            |
| 295569 -        | 2008 SF92                | 21 settembre 2008 | Spacewatch            |
| 295570 -        | 2008 SN95                | 21 settembre 2008 | Spacewatch            |
| 295571 -        | 2008 SA96                | 21 settembre 2008 | Spacewatch            |
| 295572 -        | 2008 SH98                | 21 settembre 2008 | Spacewatch            |
| 295573 -        | 2008 SQ102               | 21 settembre 2008 | Mt. Lemmon Survey     |
| 295574 -        | 2008 SW103               | 21 settembre 2008 | Spacewatch            |
| 295575 -        | 2008 SX104               | 21 settembre 2008 | Spacewatch            |
| 295576 -        | 2008 SB107               | 21 settembre 2008 | Spacewatch            |
| 295577 -        | 2008 SM107               | 22 settembre 2008 | Spacewatch            |
| 295578 -        | 2008 SM108               | 22 settembre 2008 | Mt. Lemmon Survey     |
| 295579 -        | 2008 SG110               | 22 settembre 2008 | Spacewatch            |
| 295580 -        | 2008 SO110               | 22 settembre 2008 | Spacewatch            |
| 295581 -        | 2008 ST112               | 22 settembre 2008 | Spacewatch            |
| 295582 -        | 2008 SW114               | 22 settembre 2008 | Spacewatch            |
| 295583 -        | 2008 SV117               | 22 settembre 2008 | Mt. Lemmon Survey     |
| 295584 -        | 2008 SE123               | 22 settembre 2008 | Mt. Lemmon Survey     |
| 295585 -        | 2008 SS124               | 22 settembre 2008 | Mt. Lemmon Survey     |
| 295586 -        | 2008 SC129               | 22 settembre 2008 | Spacewatch            |
| 295587 -        | 2008 SL130               | 22 settembre 2008 | Spacewatch            |
| 295588 -        | 2008 SW132               | 22 settembre 2008 | Spacewatch            |
| 295589 -        | 2008 SZ132               | 22 settembre 2008 | Spacewatch            |
| 295590 -        | 2008 SR134               | 23 settembre 2008 | Spacewatch            |
| 295591 -        | 2008 SA136               | 23 settembre 2008 | Mt. Lemmon Survey     |
| 295592 -        | 2008 SF138               | 23 settembre 2008 | Spacewatch            |
| 295593 -        | 2008 SB139               | 23 settembre 2008 | Spacewatch            |
| 295594 -        | 2008 SL145               | 20 settembre 2008 | Spacewatch            |
| 295595 -        | 2008 SE146               | 23 settembre 2008 | Spacewatch            |
| 295596 -        | 2008 SL146               | 23 settembre 2008 | Spacewatch            |
| 295597 -        | 2008 SP161               | 28 settembre 2008 | LINEAR                |
| 295598 -        | 2008 SA168               | 28 settembre 2008 | LINEAR                |
| 295599 -        | 2008 SY169               | 21 settembre 2008 | Mt. Lemmon Survey     |
| 295600 -        | 2008 SR173               | 22 settembre 2008 | Spacewatch            |

## 295601-295700
| Nome     | Designazione provvisoria | Data di scoperta  | Scopritore               |
| -------- | ------------------------ | ----------------- | ------------------------ |
| 295601 - | 2008 SJ175               | 23 settembre 2008 | Spacewatch               |
| 295602 - | 2008 SN176               | 23 settembre 2008 | Mt. Lemmon Survey        |
| 295603 - | 2008 SW176               | 23 settembre 2008 | Mt. Lemmon Survey        |
| 295604 - | 2008 SO177               | 23 settembre 2008 | Spacewatch               |
| 295605 - | 2008 SC181               | 24 settembre 2008 | Spacewatch               |
| 295606 - | 2008 SP182               | 11 marzo 2007     | Spacewatch               |
| 295607 - | 2008 SD185               | 24 settembre 2008 | Spacewatch               |
| 295608 - | 2008 SY187               | 25 settembre 2008 | Spacewatch               |
| 295609 - | 2008 SA194               | 25 settembre 2008 | Spacewatch               |
| 295610 - | 2008 SC194               | 25 settembre 2008 | Spacewatch               |
| 295611 - | 2008 SM195               | 25 settembre 2008 | Spacewatch               |
| 295612 - | 2008 SH196               | 25 settembre 2008 | Spacewatch               |
| 295613 - | 2008 SB197               | 25 settembre 2008 | Spacewatch               |
| 295614 - | 2008 SB198               | 25 settembre 2008 | Spacewatch               |
| 295615 - | 2008 SB202               | 26 settembre 2008 | Spacewatch               |
| 295616 - | 2008 SN204               | 26 settembre 2008 | Spacewatch               |
| 295617 - | 2008 SA208               | 27 settembre 2008 | CSS                      |
| 295618 - | 2008 SL213               | 29 settembre 2008 | Mt. Lemmon Survey        |
| 295619 - | 2008 SJ218               | 30 settembre 2008 | OAM                      |
| 295620 - | 2008 SM223               | 25 settembre 2008 | Mt. Lemmon Survey        |
| 295621 - | 2008 SO223               | 25 settembre 2008 | Mt. Lemmon Survey        |
| 295622 - | 2008 SH224               | 26 settembre 2008 | Spacewatch               |
| 295623 - | 2008 ST224               | 26 settembre 2008 | Spacewatch               |
| 295624 - | 2008 SC225               | 26 settembre 2008 | Spacewatch               |
| 295625 - | 2008 SM232               | 28 settembre 2008 | Mt. Lemmon Survey        |
| 295626 - | 2008 SS235               | 28 settembre 2008 | Spacewatch               |
| 295627 - | 2008 SF236               | 29 settembre 2008 | Spacewatch               |
| 295628 - | 2008 SP236               | 29 settembre 2008 | Spacewatch               |
| 295629 - | 2008 SA237               | 29 settembre 2008 | Spacewatch               |
| 295630 - | 2008 SZ244               | 29 settembre 2008 | CSS                      |
| 295631 - | 2008 SR248               | 21 settembre 2008 | Spacewatch               |
| 295632 - | 2008 SS249               | 23 settembre 2008 | Spacewatch               |
| 295633 - | 2008 SP251               | 25 settembre 2008 | Spacewatch               |
| 295634 - | 2008 SJ253               | 21 settembre 2008 | CSS                      |
| 295635 - | 2008 SN253               | 21 settembre 2008 | Spacewatch               |
| 295636 - | 2008 SO253               | 21 settembre 2008 | Spacewatch               |
| 295637 - | 2008 SE254               | 22 settembre 2008 | Spacewatch               |
| 295638 - | 2008 SN254               | 22 settembre 2008 | Mt. Lemmon Survey        |
| 295639 - | 2008 SF256               | 20 settembre 2008 | Spacewatch               |
| 295640 - | 2008 SZ257               | 22 settembre 2008 | Mt. Lemmon Survey        |
| 295641 - | 2008 SE261               | 23 settembre 2008 | Spacewatch               |
| 295642 - | 2008 SW264               | 26 settembre 2008 | Spacewatch               |
| 295643 - | 2008 SR273               | 28 settembre 2008 | Spacewatch               |
| 295644 - | 2008 SH278               | 29 settembre 2008 | Mt. Lemmon Survey        |
| 295645 - | 2008 SP279               | 24 settembre 2008 | Spacewatch               |
| 295646 - | 2008 SG280               | 29 settembre 2008 | Spacewatch               |
| 295647 - | 2008 SC293               | 22 settembre 2008 | CSS                      |
| 295648 - | 2008 SR297               | 28 settembre 2008 | Mt. Lemmon Survey        |
| 295649 - | 2008 SX301               | 23 settembre 2008 | LINEAR                   |
| 295650 - | 2008 SD305               | 26 settembre 2008 | Spacewatch               |
| 295651 - | 2008 ST307               | 29 settembre 2008 | Mt. Lemmon Survey        |
| 295652 - | 2008 TT                  | 1º ottobre 2008   | Hoenig, S. F., Teamo, N. |
| 295653 - | 2008 TX4                 | 1º ottobre 2008   | OAM                      |
| 295654 - | 2008 TQ6                 | 3 ottobre 2008    | OAM                      |
| 295655 - | 2008 TJ7                 | 3 ottobre 2008    | OAM                      |
| 295656 - | 2008 TV7                 | 4 ottobre 2008    | OAM                      |
| 295657 - | 2008 TP19                | 1º ottobre 2008   | Mt. Lemmon Survey        |
| 295658 - | 2008 TB30                | 1º ottobre 2008   | Mt. Lemmon Survey        |
| 295659 - | 2008 TM33                | 1º ottobre 2008   | Spacewatch               |
| 295660 - | 2008 TA41                | 1º ottobre 2008   | Mt. Lemmon Survey        |
| 295661 - | 2008 TZ43                | 1º ottobre 2008   | Mt. Lemmon Survey        |
| 295662 - | 2008 TH45                | 1º ottobre 2008   | Mt. Lemmon Survey        |
| 295663 - | 2008 TK47                | 1º ottobre 2008   | Spacewatch               |
| 295664 - | 2008 TT48                | 2 ottobre 2008    | Spacewatch               |
| 295665 - | 2008 TG55                | 2 ottobre 2008    | Spacewatch               |
| 295666 - | 2008 TA59                | 2 ottobre 2008    | Spacewatch               |
| 295667 - | 2008 TG60                | 2 ottobre 2008    | Mt. Lemmon Survey        |
| 295668 - | 2008 TT63                | 2 ottobre 2008    | Spacewatch               |
| 295669 - | 2008 TD68                | 2 ottobre 2008    | Spacewatch               |
| 295670 - | 2008 TP78                | 2 ottobre 2008    | Mt. Lemmon Survey        |
| 295671 - | 2008 TH81                | 2 ottobre 2008    | Mt. Lemmon Survey        |
| 295672 - | 2008 TO82                | 3 ottobre 2008    | OAM                      |
| 295673 - | 2008 TK85                | 3 ottobre 2008    | Mt. Lemmon Survey        |
| 295674 - | 2008 TS87                | 3 ottobre 2008    | Spacewatch               |
| 295675 - | 2008 TF91                | 3 ottobre 2008    | OAM                      |
| 295676 - | 2008 TQ92                | 4 ottobre 2008    | OAM                      |
| 295677 - | 2008 TH94                | 5 ottobre 2008    | OAM                      |
| 295678 - | 2008 TV94                | 5 ottobre 2008    | OAM                      |
| 295679 - | 2008 TA99                | 6 ottobre 2008    | Spacewatch               |
| 295680 - | 2008 TS99                | 6 ottobre 2008    | Spacewatch               |
| 295681 - | 2008 TD101               | 6 ottobre 2008    | Spacewatch               |
| 295682 - | 2008 TE111               | 6 ottobre 2008    | CSS                      |
| 295683 - | 2008 TP111               | 6 ottobre 2008    | CSS                      |
| 295684 - | 2008 TW111               | 6 ottobre 2008    | CSS                      |
| 295685 - | 2008 TX118               | 7 ottobre 2008    | Spacewatch               |
| 295686 - | 2008 TA119               | 7 ottobre 2008    | Spacewatch               |
| 295687 - | 2008 TX126               | 8 ottobre 2008    | Spacewatch               |
| 295688 - | 2008 TO128               | 8 ottobre 2008    | CSS                      |
| 295689 - | 2008 TC137               | 8 ottobre 2008    | Spacewatch               |
| 295690 - | 2008 TP138               | 8 ottobre 2008    | Mt. Lemmon Survey        |
| 295691 - | 2008 TM144               | 9 ottobre 2008    | Mt. Lemmon Survey        |
| 295692 - | 2008 TW150               | 9 ottobre 2008    | Mt. Lemmon Survey        |
| 295693 - | 2008 TJ158               | 8 ottobre 2008    | Siding Spring Survey     |
| 295694 - | 2008 TW161               | 8 ottobre 2008    | Spacewatch               |
| 295695 - | 2008 TC166               | 6 ottobre 2008    | Mt. Lemmon Survey        |
| 295696 - | 2008 TW167               | 10 ottobre 2008   | Spacewatch               |
| 295697 - | 2008 TD169               | 6 ottobre 2008    | Spacewatch               |
| 295698 - | 2008 TN171               | 3 ottobre 2008    | Mt. Lemmon Survey        |
| 295699 - | 2008 TC173               | 1º ottobre 2008   | Mt. Lemmon Survey        |
| 295700 - | 2008 TQ174               | 6 ottobre 2008    | Mt. Lemmon Survey        |

## 295701-295800
| Nome     | Designazione provvisoria | Data di scoperta | Scopritore        |
| -------- | ------------------------ | ---------------- | ----------------- |
| 295701 - | 2008 TW174               | 8 ottobre 2008   | Spacewatch        |
| 295702 - | 2008 TS183               | 2 ottobre 2008   | Spacewatch        |
| 295703 - | 2008 TQ185               | 6 ottobre 2008   | Mt. Lemmon Survey |
| 295704 - | 2008 TZ189               | 10 ottobre 2008  | Mt. Lemmon Survey |
| 295705 - | 2008 TB190               | 1º ottobre 2008  | Mt. Lemmon Survey |
| 295706 - | 2008 UG3                 | 24 ottobre 2008  | Mt. Lemmon Survey |
| 295707 - | 2008 UA10                | 17 ottobre 2008  | Spacewatch        |
| 295708 - | 2008 UC11                | 17 ottobre 2008  | Spacewatch        |
| 295709 - | 2008 UY12                | 17 ottobre 2008  | Spacewatch        |
| 295710 - | 2008 UM15                | 18 ottobre 2008  | Spacewatch        |
| 295711 - | 2008 UV26                | 20 ottobre 2008  | Spacewatch        |
| 295712 - | 2008 UG28                | 20 ottobre 2008  | Spacewatch        |
| 295713 - | 2008 UT29                | 20 ottobre 2008  | Spacewatch        |
| 295714 - | 2008 UN33                | 20 ottobre 2008  | Mt. Lemmon Survey |
| 295715 - | 2008 UM34                | 20 ottobre 2008  | Spacewatch        |
| 295716 - | 2008 UP35                | 20 ottobre 2008  | Mt. Lemmon Survey |
| 295717 - | 2008 UY37                | 20 ottobre 2008  | Spacewatch        |
| 295718 - | 2008 UN38                | 20 ottobre 2008  | Spacewatch        |
| 295719 - | 2008 UD40                | 20 ottobre 2008  | Spacewatch        |
| 295720 - | 2008 UT42                | 20 ottobre 2008  | Spacewatch        |
| 295721 - | 2008 UZ42                | 20 ottobre 2008  | Spacewatch        |
| 295722 - | 2008 UU47                | 20 ottobre 2008  | Spacewatch        |
| 295723 - | 2008 UR51                | 20 ottobre 2008  | Spacewatch        |
| 295724 - | 2008 UD53                | 20 ottobre 2008  | Mt. Lemmon Survey |
| 295725 - | 2008 UE54                | 20 ottobre 2008  | Spacewatch        |
| 295726 - | 2008 UE58                | 21 ottobre 2008  | Spacewatch        |
| 295727 - | 2008 UF60                | 21 ottobre 2008  | Spacewatch        |
| 295728 - | 2008 UQ60                | 21 ottobre 2008  | Spacewatch        |
| 295729 - | 2008 UG61                | 21 ottobre 2008  | Spacewatch        |
| 295730 - | 2008 UD62                | 21 ottobre 2008  | Spacewatch        |
| 295731 - | 2008 UO62                | 21 ottobre 2008  | Spacewatch        |
| 295732 - | 2008 UP64                | 21 ottobre 2008  | Mt. Lemmon Survey |
| 295733 - | 2008 UW65                | 21 ottobre 2008  | Spacewatch        |
| 295734 - | 2008 UE66                | 21 ottobre 2008  | Spacewatch        |
| 295735 - | 2008 UY71                | 21 ottobre 2008  | Spacewatch        |
| 295736 - | 2008 UD73                | 21 ottobre 2008  | Spacewatch        |
| 295737 - | 2008 UW79                | 22 ottobre 2008  | Spacewatch        |
| 295738 - | 2008 UT83                | 22 ottobre 2008  | Mt. Lemmon Survey |
| 295739 - | 2008 UM86                | 23 ottobre 2008  | Spacewatch        |
| 295740 - | 2008 UL88                | 24 ottobre 2008  | Mt. Lemmon Survey |
| 295741 - | 2008 UJ94                | 26 ottobre 2008  | LINEAR            |
| 295742 - | 2008 UF95                | 25 ottobre 2008  | Apitzsch, R.      |
| 295743 - | 2008 UK96                | 24 ottobre 2008  | LINEAR            |
| 295744 - | 2008 UC98                | 26 ottobre 2008  | LINEAR            |
| 295745 - | 2008 UH98                | 26 ottobre 2008  | LINEAR            |
| 295746 - | 2008 UN100               | 30 ottobre 2008  | Durig, D. T.      |
| 295747 - | 2008 UR113               | 22 ottobre 2008  | Spacewatch        |
| 295748 - | 2008 UL114               | 22 ottobre 2008  | Spacewatch        |
| 295749 - | 2008 UZ115               | 22 ottobre 2008  | Spacewatch        |
| 295750 - | 2008 UN116               | 22 ottobre 2008  | Spacewatch        |
| 295751 - | 2008 UW117               | 22 ottobre 2008  | Spacewatch        |
| 295752 - | 2008 UP119               | 30 dicembre 2005 | Spacewatch        |
| 295753 - | 2008 UY129               | 23 ottobre 2008  | Spacewatch        |
| 295754 - | 2008 UM131               | 23 ottobre 2008  | Spacewatch        |
| 295755 - | 2008 UQ138               | 23 ottobre 2008  | Spacewatch        |
| 295756 - | 2008 UD144               | 23 ottobre 2008  | Spacewatch        |
| 295757 - | 2008 UT146               | 23 ottobre 2008  | Spacewatch        |
| 295758 - | 2008 UM147               | 23 ottobre 2008  | Spacewatch        |
| 295759 - | 2008 UO151               | 23 ottobre 2008  | Spacewatch        |
| 295760 - | 2008 UZ152               | 23 ottobre 2008  | Mt. Lemmon Survey |
| 295761 - | 2008 UL155               | 23 ottobre 2008  | Mt. Lemmon Survey |
| 295762 - | 2008 UN156               | 23 ottobre 2008  | Spacewatch        |
| 295763 - | 2008 UQ158               | 23 ottobre 2008  | Spacewatch        |
| 295764 - | 2008 UB160               | 23 ottobre 2008  | Spacewatch        |
| 295765 - | 2008 UK163               | 24 ottobre 2008  | Spacewatch        |
| 295766 - | 2008 UF164               | 24 ottobre 2008  | Spacewatch        |
| 295767 - | 2008 UK170               | 24 ottobre 2008  | CSS               |
| 295768 - | 2008 UT171               | 24 ottobre 2008  | Spacewatch        |
| 295769 - | 2008 UV180               | 24 ottobre 2008  | Spacewatch        |
| 295770 - | 2008 UL181               | 24 ottobre 2008  | Mt. Lemmon Survey |
| 295771 - | 2008 UD187               | 24 ottobre 2008  | Spacewatch        |
| 295772 - | 2008 UG187               | 24 ottobre 2008  | Spacewatch        |
| 295773 - | 2008 UR198               | 26 ottobre 2008  | LINEAR            |
| 295774 - | 2008 US200               | 27 ottobre 2008  | LINEAR            |
| 295775 - | 2008 UO201               | 28 ottobre 2008  | LINEAR            |
| 295776 - | 2008 UY203               | 28 ottobre 2008  | LINEAR            |
| 295777 - | 2008 UL204               | 28 ottobre 2008  | LINEAR            |
| 295778 - | 2008 UZ207               | 23 ottobre 2008  | Spacewatch        |
| 295779 - | 2008 UH208               | 23 ottobre 2008  | Spacewatch        |
| 295780 - | 2008 UG213               | 24 ottobre 2008  | CSS               |
| 295781 - | 2008 UQ216               | 25 ottobre 2008  | Spacewatch        |
| 295782 - | 2008 UD225               | 25 ottobre 2008  | Spacewatch        |
| 295783 - | 2008 UN225               | 25 ottobre 2008  | Spacewatch        |
| 295784 - | 2008 UB227               | 25 ottobre 2008  | Spacewatch        |
| 295785 - | 2008 UE228               | 25 ottobre 2008  | Spacewatch        |
| 295786 - | 2008 UG229               | 25 ottobre 2008  | Spacewatch        |
| 295787 - | 2008 UT229               | 25 ottobre 2008  | Spacewatch        |
| 295788 - | 2008 UY231               | 26 ottobre 2008  | Spacewatch        |
| 295789 - | 2008 US248               | 26 ottobre 2008  | Spacewatch        |
| 295790 - | 2008 UP255               | 6 settembre 2004 | Rinner, C.        |
| 295791 - | 2008 UF258               | 27 ottobre 2008  | Spacewatch        |
| 295792 - | 2008 UP258               | 27 ottobre 2008  | Spacewatch        |
| 295793 - | 2008 UG268               | 28 ottobre 2008  | Spacewatch        |
| 295794 - | 2008 UH269               | 28 ottobre 2008  | Spacewatch        |
| 295795 - | 2008 UA272               | 28 ottobre 2008  | Spacewatch        |
| 295796 - | 2008 UV273               | 28 ottobre 2008  | Spacewatch        |
| 295797 - | 2008 UR276               | 28 ottobre 2008  | Mt. Lemmon Survey |
| 295798 - | 2008 UL277               | 28 ottobre 2008  | Mt. Lemmon Survey |
| 295799 - | 2008 UY279               | 28 ottobre 2008  | Mt. Lemmon Survey |
| 295800 - | 2008 UR286               | 28 ottobre 2008  | Mt. Lemmon Survey |

## 295801-295900
| Nome            | Designazione provvisoria | Data di scoperta | Scopritore        |
| --------------- | ------------------------ | ---------------- | ----------------- |
| 295801 -        | 2008 UC291               | 28 ottobre 2008  | Spacewatch        |
| 295802 -        | 2008 UY291               | 29 ottobre 2008  | Spacewatch        |
| 295803 -        | 2008 UQ294               | 29 ottobre 2008  | Spacewatch        |
| 295804 -        | 2008 UE303               | 29 ottobre 2008  | Spacewatch        |
| 295805 -        | 2008 UK305               | 30 ottobre 2008  | Spacewatch        |
| 295806 -        | 2008 UW306               | 30 ottobre 2008  | Spacewatch        |
| 295807 -        | 2008 UA307               | 30 ottobre 2008  | CSS               |
| 295808 -        | 2008 UH313               | 30 ottobre 2008  | CSS               |
| 295809 -        | 2008 UX316               | 30 ottobre 2008  | Mt. Lemmon Survey |
| 295810 -        | 2008 UB317               | 30 ottobre 2008  | Spacewatch        |
| 295811 -        | 2008 UM321               | 31 ottobre 2008  | Mt. Lemmon Survey |
| 295812 -        | 2008 UW324               | 31 ottobre 2008  | Mt. Lemmon Survey |
| 295813 -        | 2008 UX326               | 31 ottobre 2008  | Mt. Lemmon Survey |
| 295814 -        | 2008 US328               | 30 ottobre 2008  | Mt. Lemmon Survey |
| 295815 -        | 2008 UE330               | 31 ottobre 2008  | Spacewatch        |
| 295816 -        | 2008 UV331               | 31 ottobre 2008  | Mt. Lemmon Survey |
| 295817 -        | 2008 US335               | 20 ottobre 2008  | Spacewatch        |
| 295818 -        | 2008 UX335               | 20 ottobre 2008  | Spacewatch        |
| 295819 -        | 2008 UF336               | 20 ottobre 2008  | Spacewatch        |
| 295820 -        | 2008 UE337               | 20 ottobre 2008  | Spacewatch        |
| 295821 -        | 2008 UN338               | 21 ottobre 2008  | Spacewatch        |
| 295822 -        | 2008 UJ344               | 30 ottobre 2008  | CSS               |
| 295823 -        | 2008 UU344               | 30 ottobre 2008  | Spacewatch        |
| 295824 -        | 2008 UX346               | 24 ottobre 2008  | Mt. Lemmon Survey |
| 295825 -        | 2008 UY348               | 26 ottobre 2008  | Spacewatch        |
| 295826 -        | 2008 UG349               | 27 ottobre 2008  | Mt. Lemmon Survey |
| 295827 -        | 2008 UX351               | 24 ottobre 2008  | CSS               |
| 295828 -        | 2008 UA353               | 20 ottobre 2008  | Spacewatch        |
| 295829 -        | 2008 UR355               | 26 ottobre 2008  | Mt. Lemmon Survey |
| 295830 -        | 2008 UK360               | 21 ottobre 2008  | Spacewatch        |
| 295831 -        | 2008 UK367               | 24 ottobre 2008  | LINEAR            |
| 295832 -        | 2008 UO370               | 28 ottobre 2008  | Spacewatch        |
| 295833 -        | 2008 UT370               | 30 ottobre 2008  | Spacewatch        |
| 295834 -        | 2008 VC1                 | 1º novembre 2008 | Endate, K.        |
| 295835 -        | 2008 VO1                 | 2 novembre 2008  | LINEAR            |
| 295836 -        | 2008 VX1                 | 2 novembre 2008  | LINEAR            |
| 295837 -        | 2008 VC3                 | 3 novembre 2008  | LINEAR            |
| 295838 -        | 2008 VS6                 | 1º novembre 2008 | Mt. Lemmon Survey |
| 295839 -        | 2008 VB10                | 2 novembre 2008  | Jarnac            |
| 295840 -        | 2008 VA12                | 2 novembre 2008  | Mt. Lemmon Survey |
| 295841 Gorbulin | 2008 VT13                | 7 novembre 2008  | Andrushivka       |
| 295842 -        | 2008 VN14                | 7 novembre 2008  | Andrushivka       |
| 295843 -        | 2008 VX29                | 2 novembre 2008  | Mt. Lemmon Survey |
| 295844 -        | 2008 VH39                | 2 novembre 2008  | CSS               |
| 295845 -        | 2008 VO39                | 7 gennaio 2006   | Mt. Lemmon Survey |
| 295846 -        | 2008 VY39                | 2 novembre 2008  | Spacewatch        |
| 295847 -        | 2008 VB40                | 3 novembre 2008  | Mt. Lemmon Survey |
| 295848 -        | 2008 VX51                | 6 novembre 2008  | Spacewatch        |
| 295849 -        | 2008 VS54                | 6 novembre 2008  | Mt. Lemmon Survey |
| 295850 -        | 2008 VB56                | 6 novembre 2008  | Mt. Lemmon Survey |
| 295851 -        | 2008 VJ59                | 7 novembre 2008  | CSS               |
| 295852 -        | 2008 VA62                | 8 novembre 2008  | Spacewatch        |
| 295853 -        | 2008 VG67                | 7 novembre 2008  | Mt. Lemmon Survey |
| 295854 -        | 2008 VX67                | 6 novembre 2008  | Mt. Lemmon Survey |
| 295855 -        | 2008 VA68                | 9 novembre 2008  | Spacewatch        |
| 295856 -        | 2008 VR69                | 8 novembre 2008  | Spacewatch        |
| 295857 -        | 2008 VM74                | 8 novembre 2008  | Spacewatch        |
| 295858 -        | 2008 VO77                | 3 novembre 2008  | Mt. Lemmon Survey |
| 295859 -        | 2008 VR78                | 7 novembre 2008  | Mt. Lemmon Survey |
| 295860 -        | 2008 VF80                | 8 novembre 2008  | CSS               |
| 295861 -        | 2008 VL80                | 1º novembre 2008 | Mt. Lemmon Survey |
| 295862 -        | 2008 WB1                 | 17 novembre 2008 | Spacewatch        |
| 295863 -        | 2008 WA4                 | 17 novembre 2008 | Spacewatch        |
| 295864 -        | 2008 WM5                 | 17 novembre 2008 | Spacewatch        |
| 295865 -        | 2008 WJ11                | 18 novembre 2008 | CSS               |
| 295866 -        | 2008 WS11                | 18 novembre 2008 | CSS               |
| 295867 -        | 2008 WP13                | 19 novembre 2008 | Kugel, F.         |
| 295868 -        | 2008 WK16                | 17 novembre 2008 | Spacewatch        |
| 295869 -        | 2008 WN22                | 18 novembre 2008 | Spacewatch        |
| 295870 -        | 2008 WR24                | 18 novembre 2008 | CSS               |
| 295871 -        | 2008 WJ27                | 19 novembre 2008 | Mt. Lemmon Survey |
| 295872 -        | 2008 WM29                | 19 novembre 2008 | Spacewatch        |
| 295873 -        | 2008 WG32                | 19 novembre 2008 | Mt. Lemmon Survey |
| 295874 -        | 2008 WT32                | 20 novembre 2008 | Tucker, R. A.     |
| 295875 -        | 2008 WL38                | 17 novembre 2008 | Spacewatch        |
| 295876 -        | 2008 WE40                | 17 novembre 2008 | Spacewatch        |
| 295877 -        | 2008 WF42                | 17 novembre 2008 | Spacewatch        |
| 295878 -        | 2008 WB44                | 17 novembre 2008 | Spacewatch        |
| 295879 -        | 2008 WP47                | 17 novembre 2008 | Spacewatch        |
| 295880 -        | 2008 WR47                | 17 novembre 2008 | Spacewatch        |
| 295881 -        | 2008 WX49                | 18 novembre 2008 | CSS               |
| 295882 -        | 2008 WK56                | 20 novembre 2008 | Mt. Lemmon Survey |
| 295883 -        | 2008 WV59                | 18 novembre 2008 | LINEAR            |
| 295884 -        | 2008 WE62                | 23 novembre 2008 | OAM               |
| 295885 -        | 2008 WX65                | 17 novembre 2008 | Spacewatch        |
| 295886 -        | 2008 WD67                | 18 novembre 2008 | Spacewatch        |
| 295887 -        | 2008 WJ67                | 18 novembre 2008 | Spacewatch        |
| 295888 -        | 2008 WM68                | 18 novembre 2008 | Spacewatch        |
| 295889 -        | 2008 WO70                | 18 novembre 2008 | Spacewatch        |
| 295890 -        | 2008 WW71                | 19 novembre 2008 | Spacewatch        |
| 295891 -        | 2008 WD74                | 19 novembre 2008 | Mt. Lemmon Survey |
| 295892 -        | 2008 WS74                | 20 novembre 2008 | Spacewatch        |
| 295893 -        | 2008 WM75                | 20 novembre 2008 | Mt. Lemmon Survey |
| 295894 -        | 2008 WZ76                | 20 novembre 2008 | Spacewatch        |
| 295895 -        | 2008 WT78                | 20 novembre 2008 | Spacewatch        |
| 295896 -        | 2008 WO81                | 20 novembre 2008 | Spacewatch        |
| 295897 -        | 2008 WH83                | 20 novembre 2008 | Spacewatch        |
| 295898 -        | 2008 WT83                | 20 novembre 2008 | Spacewatch        |
| 295899 -        | 2008 WG85                | 20 novembre 2008 | Spacewatch        |
| 295900 -        | 2008 WY85                | 20 novembre 2008 | Spacewatch        |

## 295901-296000
| Nome         | Designazione provvisoria | Data di scoperta  | Scopritore               |
| ------------ | ------------------------ | ----------------- | ------------------------ |
| 295901 -     | 2008 WT86                | 21 novembre 2008  | Spacewatch               |
| 295902 -     | 2008 WB87                | 21 novembre 2008  | Spacewatch               |
| 295903 -     | 2008 WO90                | 22 novembre 2008  | Mt. Lemmon Survey        |
| 295904 -     | 2008 WP92                | 25 novembre 2008  | Kugel, F.                |
| 295905 -     | 2008 WB93                | 26 novembre 2008  | OAM                      |
| 295906 -     | 2008 WB94                | 24 novembre 2008  | Dillon, W. G., Wells, D. |
| 295907 -     | 2008 WK94                | 27 novembre 2008  | Ferrando, R.             |
| 295908 -     | 2008 WN96                | 30 novembre 2008  | Fratev, F.               |
| 295909 -     | 2008 WE100               | 24 novembre 2008  | Mt. Lemmon Survey        |
| 295910 -     | 2008 WN100               | 24 novembre 2008  | Mt. Lemmon Survey        |
| 295911 -     | 2008 WN102               | 19 novembre 2008  | CSS                      |
| 295912 -     | 2008 WZ105               | 30 novembre 2008  | Spacewatch               |
| 295913 -     | 2008 WM106               | 16 settembre 2003 | Spacewatch               |
| 295914 -     | 2008 WD110               | 30 novembre 2008  | Spacewatch               |
| 295915 -     | 2008 WN113               | 30 novembre 2008  | Spacewatch               |
| 295916 -     | 2008 WX126               | 18 novembre 2008  | Spacewatch               |
| 295917 -     | 2008 WZ126               | 30 novembre 2008  | Mt. Lemmon Survey        |
| 295918 -     | 2008 WQ128               | 19 novembre 2008  | Spacewatch               |
| 295919 -     | 2008 WL130               | 22 novembre 2008  | Spacewatch               |
| 295920 -     | 2008 WQ133               | 18 novembre 2008  | CSS                      |
| 295921 -     | 2008 WH134               | 21 novembre 2008  | Mt. Lemmon Survey        |
| 295922 -     | 2008 WH135               | 18 novembre 2008  | Spacewatch               |
| 295923 -     | 2008 WP135               | 18 novembre 2008  | Spacewatch               |
| 295924 -     | 2008 WL136               | 20 novembre 2008  | Spacewatch               |
| 295925 -     | 2008 WS137               | 23 novembre 2008  | Spacewatch               |
| 295926 -     | 2008 WV137               | 24 novembre 2008  | LINEAR                   |
| 295927 -     | 2008 WZ137               | 30 novembre 2008  | LINEAR                   |
| 295928 -     | 2008 WM138               | 22 settembre 2003 | NEAT                     |
| 295929 -     | 2008 XF2                 | 1º dicembre 2008  | BATTeRS                  |
| 295930 -     | 2008 XQ4                 | 3 dicembre 2008   | LINEAR                   |
| 295931 -     | 2008 XE5                 | 7 dicembre 2008   | Kugel, F.                |
| 295932 -     | 2008 XU5                 | 4 dicembre 2008   | LINEAR                   |
| 295933 -     | 2008 XB6                 | 4 dicembre 2008   | LINEAR                   |
| 295934 -     | 2008 XY6                 | 7 dicembre 2008   | Kocher, P.               |
| 295935 Majia | 2008 XD7                 | 15 dicembre 2008  | Shandong University      |
| 295936 -     | 2008 XD11                | 1º dicembre 2008  | CSS                      |
| 295937 -     | 2008 XT13                | 3 dicembre 2008   | Mt. Lemmon Survey        |
| 295938 -     | 2008 XH14                | 1º dicembre 2008  | Spacewatch               |
| 295939 -     | 2008 XJ14                | 1º dicembre 2008  | Spacewatch               |
| 295940 -     | 2008 XF17                | 17 ottobre 2003   | Sloan Digital Sky Survey |
| 295941 -     | 2008 XR20                | 1º dicembre 2008  | Spacewatch               |
| 295942 -     | 2008 XD25                | 4 dicembre 2008   | Mt. Lemmon Survey        |
| 295943 -     | 2008 XN30                | 1º dicembre 2008  | Spacewatch               |
| 295944 -     | 2008 XF38                | 2 dicembre 2008   | Spacewatch               |
| 295945 -     | 2008 XL45                | 3 dicembre 2008   | Spacewatch               |
| 295946 -     | 2008 XM45                | 3 dicembre 2008   | Spacewatch               |
| 295947 -     | 2008 XL48                | 4 dicembre 2008   | Mt. Lemmon Survey        |
| 295948 -     | 2008 XS48                | 4 dicembre 2008   | CSS                      |
| 295949 -     | 2008 XB49                | 5 dicembre 2008   | Mt. Lemmon Survey        |
| 295950 -     | 2008 XG50                | 3 dicembre 2008   | Mt. Lemmon Survey        |
| 295951 -     | 2008 XM53                | 6 dicembre 2008   | LINEAR                   |
| 295952 -     | 2008 XD54                | 1º dicembre 2008  | LINEAR                   |
| 295953 -     | 2008 XG55                | 1º dicembre 2008  | Mt. Lemmon Survey        |
| 295954 -     | 2008 XJ55                | 3 dicembre 2008   | Mt. Lemmon Survey        |
| 295955 -     | 2008 XL55                | 7 dicembre 2008   | Mt. Lemmon Survey        |
| 295956 -     | 2008 YV2                 | 22 dicembre 2008  | Lowe, A.                 |
| 295957 -     | 2008 YB4                 | 22 dicembre 2008  | Hormuth, F.              |
| 295958 -     | 2008 YK4                 | 22 dicembre 2008  | Kugel, F.                |
| 295959 -     | 2008 YD10                | 20 dicembre 2008  | CSS                      |
| 295960 -     | 2008 YF19                | 21 dicembre 2008  | Mt. Lemmon Survey        |
| 295961 -     | 2008 YJ19                | 21 dicembre 2008  | Mt. Lemmon Survey        |
| 295962 -     | 2008 YD20                | 21 dicembre 2008  | Mt. Lemmon Survey        |
| 295963 -     | 2008 YH20                | 21 dicembre 2008  | Mt. Lemmon Survey        |
| 295964 -     | 2008 YX20                | 21 dicembre 2008  | Mt. Lemmon Survey        |
| 295965 -     | 2008 YM22                | 21 dicembre 2008  | Mt. Lemmon Survey        |
| 295966 -     | 2008 YV23                | 21 dicembre 2008  | OAM                      |
| 295967 -     | 2008 YF25                | 21 dicembre 2008  | Spacewatch               |
| 295968 -     | 2008 YO25                | 24 dicembre 2008  | OAM                      |
| 295969 -     | 2008 YV26                | 28 dicembre 2008  | Lowe, A.                 |
| 295970 -     | 2008 YR28                | 28 dicembre 2008  | Sarneczky, K.            |
| 295971 -     | 2008 YV28                | 29 dicembre 2008  | Sarneczky, K.            |
| 295972 -     | 2008 YJ32                | 29 dicembre 2008  | Sarneczky, K.            |
| 295973 -     | 2008 YF33                | 24 dicembre 2008  | Kugel, F.                |
| 295974 -     | 2008 YL35                | 22 dicembre 2008  | Spacewatch               |
| 295975 -     | 2008 YO35                | 22 dicembre 2008  | Spacewatch               |
| 295976 -     | 2008 YC36                | 29 dicembre 2008  | Mt. Lemmon Survey        |
| 295977 -     | 2008 YX38                | 29 dicembre 2008  | Spacewatch               |
| 295978 -     | 2008 YR40                | 29 dicembre 2008  | Mt. Lemmon Survey        |
| 295979 -     | 2008 YX42                | 29 dicembre 2008  | Spacewatch               |
| 295980 -     | 2008 YA43                | 29 dicembre 2008  | Spacewatch               |
| 295981 -     | 2008 YV48                | 29 dicembre 2008  | Mt. Lemmon Survey        |
| 295982 -     | 2008 YY52                | 29 dicembre 2008  | Mt. Lemmon Survey        |
| 295983 -     | 2008 YD58                | 30 dicembre 2008  | Spacewatch               |
| 295984 -     | 2008 YB59                | 30 dicembre 2008  | Spacewatch               |
| 295985 -     | 2008 YS60                | 21 novembre 2000  | LINEAR                   |
| 295986 -     | 2008 YJ62                | 30 dicembre 2008  | Mt. Lemmon Survey        |
| 295987 -     | 2008 YA66                | 29 dicembre 2008  | Schwab, E., Kling, R.    |
| 295988 -     | 2008 YC68                | 30 dicembre 2008  | Mt. Lemmon Survey        |
| 295989 -     | 2008 YG68                | 30 dicembre 2008  | Mt. Lemmon Survey        |
| 295990 -     | 2008 YO73                | 30 dicembre 2008  | Spacewatch               |
| 295991 -     | 2008 YF79                | 30 dicembre 2008  | Mt. Lemmon Survey        |
| 295992 -     | 2008 YR87                | 29 dicembre 2008  | Spacewatch               |
| 295993 -     | 2008 YY89                | 29 dicembre 2008  | Spacewatch               |
| 295994 -     | 2008 YA92                | 29 dicembre 2008  | Spacewatch               |
| 295995 -     | 2008 YV93                | 29 dicembre 2008  | Spacewatch               |
| 295996 -     | 2008 YQ94                | 29 dicembre 2008  | Spacewatch               |
| 295997 -     | 2008 YR94                | 29 dicembre 2008  | Spacewatch               |
| 295998 -     | 2008 YM95                | 29 dicembre 2008  | Spacewatch               |
| 295999 -     | 2008 YY95                | 29 dicembre 2008  | Spacewatch               |
| 296000 -     | 2008 YF96                | 29 dicembre 2008  | Mt. Lemmon Survey        |